# Джастіс Сміт
Джа́стіс Сміт (англ. Justice Smith; нар. 9 серпня 1995) — американський актор.

## Ранні роки
Сміт народився в Лос-Анджелесі, штат Каліфорнія, і є п'ятим з дев'яти дітей у сім'ї. Його батько — афроамериканець, а мати — італійка з французьким і канадським корінням. У 2013 році Сміт закінчив Школу мистецтв округу Оріндж.

## Кар'єра
Сміт дебютував на екрані в 2014 році, з'явившись у двох епізодах серіалу Nickelodeon «Грізна сімейка». У 2015 році він виконав другорядну роль Маркуса «Радара» Лінкольна у фільмі «Паперові міста», а з 2016 по 2017 рік мав регулярну роль у серіалі База Лурмана «Відпал».
У 2017 році Сміт виконав одну з головних ролей в офф-бродвейській постановці «Єн», за яку отримав номінації на премії «Драма Деск» і Люсіль Лортел. У 2018 він мав роль у фільмі «Приведення», а також приєднався до франзіші «Парк юрського періоду», виконавши роль Франкліна Уебба у фільмі «Світ Юрського періоду 2».
У 2019 році Сміт мав головну роль у фільмі «Покемон. Детектив Пікачу», а також з'явився у постановці п'єси «Мати» Флоріана Зеллера. У 2020 році він виконав головну роль у фільмі «Всі радісні місця».

## Особисте життя
У червні 2020 року Сміт здійснив камінг-аут як квір. Він перебуває у стосунках з актором Ніколасом Ешем.

## Фільмографія

### Фільми
| Рік  |    | Українська назва                        | Оригінальна назва                       | Роль                    |
| ---- | -- | --------------------------------------- | --------------------------------------- | ----------------------- |
| 2012 | ф  |                                         | Trigger Finger                          | школяр                  |
| 2015 | ф  | Паперові міста                          | Paper Towns                             | Маркус «Радар» Лінкольн |
| 2018 | ф  | Кожен новий день                        | Every Day                               | Джастін                 |
| 2018 | ф  | Світ Юрського періоду 2                 | Jurassic World: Fallen Kingdom          | Франклін Вебб           |
| 2019 | ф  | Покемон. Детектив Пікачу                | Pokémon Detective Pikachu               | Тім Гудман              |
| 2020 | ф  | Усі радісні місця                       | All the Bright Places                   | Теодор Фінч             |
| 2021 | ф  | Спостерігачі                            | The Voyeurs                             | Томас                   |
| 2021 | мф | Щось не так з Роном                     | Ron's Gone Wrong                        | Марк Уіделл (голос)     |
| 2022 | ф  | Світ Юрського періоду 3                 | Jurassic World: Dominion                | Франклін Вебб           |
| 2023 | ф  | Мистецтво обману                        | Sharper                                 | Том                     |
| 2023 | ф  | Підземелля драконів                     | Dungeons & Dragons                      | Саймон                  |
| 2024 | ф  | Я бачив світло телевізора               | I Saw the TV Glow                       | Оуен                    |
| 2024 | ф  | Американське товариство чарівних негрів | The American Society of Magical Negroes | Арен                    |
| 2025 | ф  | Ілюзія обману 3                         | Now You See Me: Now You Don't           | Чарлі                   |

### Телебачення
| Рік       |   | Українська назва   | Оригінальна назва | Роль                                |
| --------- | - | ------------------ | ----------------- | ----------------------------------- |
| 2014—2015 | с | Грізна сімейка     | The Thundermans   | Агнус (2 епізоди)                   |
| 2016—2017 | с | Відпал             | The Get Down      | Єзекіель Фігеро (11 епізодів)       |
| 2019      | с | Історія напідпитку | Drunk History     | Птолемей XIII (Епізод: «Bad Blood») |
| 2021      | с | Покоління          | Generation        | Честер (16 епізодів)                |

### Відеоігри
| Рік  |    | Українська назва | Оригінальна назва | Роль          |
| ---- | -- | ---------------- | ----------------- | ------------- |
| 2022 | вг | The Quarry       | The Quarry        | Райан Ерзалер |

## Нагороди та номінації
| Премія               | Рік  | Категорія                                                      | Робота                  | Результат |
| -------------------- | ---- | -------------------------------------------------------------- | ----------------------- | --------- |
| «Драма Деск»         | 2017 | Найкраща чоловіча роль другого плану у п'єсі                   | Єн                      | Номінація |
| Премія Люсіль Лортел | 2017 | Найкраща чоловіча роль другого плану у п'єсі                   | Єн                      | Номінація |
| «Золота малина»      | 2019 | Премія «Золота малина» за найгіршу чоловічу роль другого плану | Світ Юрського періоду 2 | Номінація |